# We Are the Champions
We Are the Champions è un singolo del gruppo musicale britannico Queen, pubblicato il 7 ottobre 1977 come primo estratto dal sesto album in studio News of the World.

## Descrizione
Il brano, scritto da Freddie Mercury, è una delle più celebri canzoni rock di tutti i tempi, e certamente una delle più rappresentative dei Queen, che la usarono come encore finale di moltissimi dei loro concerti. Per la melodia trionfale, e per il testo del ritornello ("Siamo i campioni - siamo i campioni del mondo"), We Are the Champions viene spesso usata come colonna sonora per celebrare vittorie sportive e più in generale di ogni tipo di successo.
Questo brano, in realtà, era stato scritto nel 1975 e doveva essere inserito nel quarto disco della band A Night at the Opera, solo che secondo Mercury andava a esulare come tipo di musicalità dalle altre canzoni, quindi decise di inserirla nell'album "News of the World" del 1977. Uscì come singolo e fu un successo mondiale.
Nel 2002 la canzone è stata votata come la migliore di sempre in un sondaggio internazionale; votarono oltre 700 000 persone.

## Freddie Mercury riguardo alla canzone

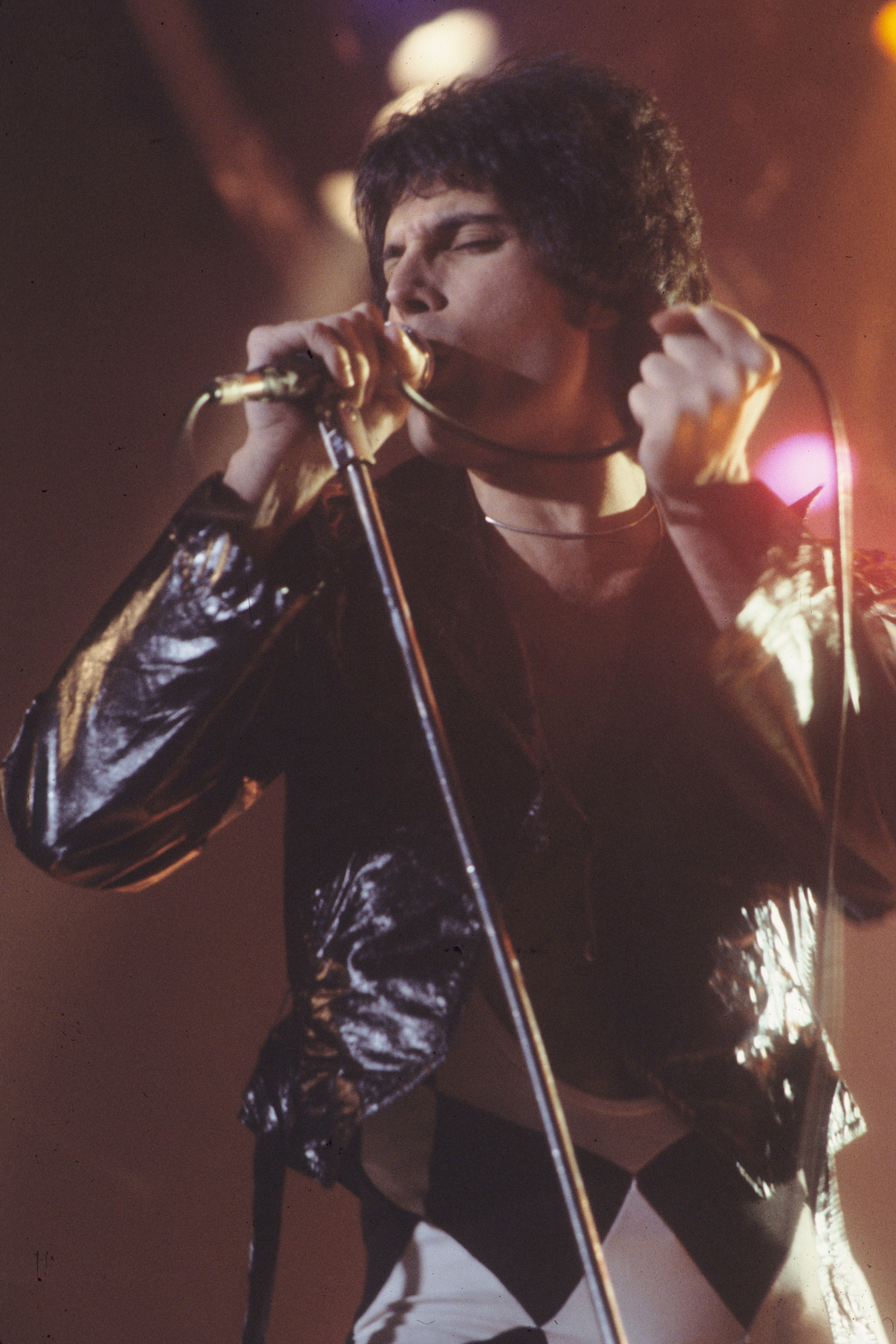
Freddie Mercury

Freddie Mercury (1978)
(Freddie Mercury (1985))

## Nella cultura di massa
La canzone è usatissima per celebrare i campioni di una manifestazione, specie nello sport. È stata suonata dopo ogni finale del Mondiale di calcio, durante i festeggiamenti della squadra vincitrice, dal 1982 ad oggi, lo stesso vale per la Champions League, Europa League e Conference, ma anche in contesti diversi dallo sport, come Amici di Maria De Filippi. Per alcuni sport, come il rugby, non dovrebbe essere usata, in quanto è presente la frase "No time for losers" ("Non c'è tempo per gli sconfitti") che è considerata di scherno per gli avversari e quindi poco o per niente adatta. Tuttavia, dal 2003, durante la premiazione della finale della Coppa del Mondo di rugby è suonato tale brano.

La canzone venne utilizzata anche come colonna sonora dello spot pubblicitario della casa automobilistica Lancia, per celebrare le vittorie della Lancia Delta nei rally con il Martini Racing team, nel 1988..
È stata usata nel finale del film Game Night - Indovina chi muore stasera? (J. F. Daley e J. Goldstein, 2018).

## Formazione
- Freddie Mercury – voce, pianoforte
- Brian May – chitarra, cori
- John Deacon – basso
- Roger Taylor – batteria, cori

## Cover e versioni speciali
- Robbie Williams la cantò con i rimanenti Queen nel 2001, per il film Il destino di un cavaliere.
- Anastacia cantò un medley di We Will Rock You e We Are the Champions con i rimanenti Queen nel 2003, in occasione di un concerto di beneficenza per la lotta all'AIDS, il "46664 Nelson Mandela AIDS Day Concert" (dal numero assegnato a Mandela durante la sua detenzione in carcere).
- Mina la cantò nei suoi concerti nel 1978 a Bussola Domani ed è presente nel live Mina live 78 (prima cover del brano registrata su disco).
- William Hung cantò il brano per il disco Hung for the Holidays (2004).
- Gavin DeGraw fece la cover in Killer Queen: A Tribute to Queen (2005).
- I Green Day fecero la cover al Live 8 nel 2005. Nei loro concerti la band rifà spesso questa canzone.
- Anche nel film Chicken Little (2005), il protagonista canta la canzone dopo la vittoria, ma cambiando le parole (dicendo I Am The Champion invece di We Are the Champions).
- Crazy Frog ha cantato una cover del brano in occasione dei Mondiali 2006, subito adottata dagli italiani insieme a Seven Nation Army e Siamo una squadra fortissimi per celebrare i Campioni del Mondo.
- Marc Martel incide la cover del brano nel 2018 per l'album Thunderbolt & lightning (Marc Martel Music), pubblicato in Australia e Nuova Zelanda.
- Pink fece la cover durante il Funhouse Tour del 2009. È presente una versione sull'album dal vivo All I Know So Far: Setlist del 2021.
- Nel Telefilm Glee il cast ha eseguito una cover del brano nell'episodio della terza stagione "Le nazionali."
- È stato usato anche su Italia 1 nel programma Sarabanda condotto da Enrico Papi (dal 1997 al 2003) in caso di vittoria di un concorrente (con You Are The Champion al posto di We Are The Champions).
- Nel film "Sogni mostruosamente proibiti" un arrangiamento del brano viene suonato quando Paolo Coniglio (Paolo Villaggio) batte in una partita a tennis l'avversario, molto somigliante a Bjorn Borg.

## Tracce
Vinile 7" (1977)
1. We Are the Champions – 3:00
2. We Will Rock You – 2:02

CD singolo (1988)
1. We Are the Champions – 3:02
2. We Will Rock You – 2:02
3. Bottomed Girls – 3:23

CD singolo (1992)
1. We Are the Champions – 3:02
2. We Will Rock You/We Are the Champions – 5:04

## Classifiche
| Classifica (1977/78)             | Posizione |
| -------------------------------- | --------- |
| Austrian Singles Chart           | 12        |
| Dutch Top 40                     | 2         |
| German Singles Chart             | 13        |
| Irish Singles Chart              | 3         |
| Norwegian Singles Chart          | 6         |
| Swedish Singles Chart            | 14        |
| UK Singles Chart                 | 2         |
| U.S. Billboard Pop Singles       | 4         |
| Classifica (1993/94)             | Posizione |
| Dutch Mega Top 100               | 27        |
| French Singles Chart             | 14        |
| Classifica (1998)                | Posizione |
| French Singles Chart             | 10        |
| Classifica (2006)                | Posizione |
| U.S. Billboard Hot Digital Songs | 61        |